# Dybbuk (balletto)
Dybbuk è un balletto realizzato dal maestro di balletto del New York City Ballet Jerome Robbins sulla musica omonima di Leonard Bernstein e prendendo come fonte l'opera di S. Ansky The Dybbuk. La prima ebbe luogo il 16 maggio 1974, al New York State Theater, Lincoln Center, con scene di Rouben Ter-Arutunian, costumi di Patricia Zipprodt e luci di Jennifer Tipton. Una revisione della coreografia e della partitura fu eseguita più tardi nello stesso anno, il balletto fu ribattezzato Dybbuk Variations ed ebbe la sua anteprima a novembre.

## Premessa
The Dybbuk (1912-1919) del drammaturgo yiddish S. Ansky è incentrato su Khonnon e Leah, una giovane coppia che è stata promessa in matrimonio tra loro dai padri prima che nascessero. Prima del matrimonio, il padre di Leah interrompe il matrimonio con lo squattrinato Khonnon, che muore all'istante di crepacuore. Tuttavia Khonnon ha la sua vendetta quando entra nel corpo di Leah sotto forma di uno spirito malvagio chiamato dybbuk, che la fa agire come se fosse posseduta. Dopo l'intervento del rabbino, che Ansky aveva visto in cerimonie simili in esorcismi dello Chassidismo quando viaggiava attraverso l'attuale Bielorussia, Leah è costretta a decidere se sposare l'uomo più ricco o entrare in un'unione ultraterrena con il fantasma di Khonnon. Sceglie quest'ultima con grande effetto scenografico alla discesa del sipario.

## Composizione
In Dybbuk Bernstein usò una struttura cabalistica per derivare alcuni dei motivi melodici. Per tradizione cabalistica, ogni lettera dell'Alfabeto ebraico ha un proprio valore numerico. Il nome della protagonista femminile di Dybbuk, Leah, è pari al valore numerico di trentasei. Bernstein ha concentrato la sua composizione sulle divisioni di trentasei e diciotto (il valore numerico della parola ebraica chai (חַי), che significa "vita"), ciascuna multipla di nove, il numero di note inclusa la ripetizione della nota di testa in una scala ottotonica simmetrica. Il risultato si prestava bene alla composizione dodecafonica ma sconcertò i critici, facendo scrivere a Oliver Knussen del Tempo, "... è sorprendente incontrare Bernstein che fa uso di formule numeriche derivate dalla Cabala... e crea la sua partitura dal suono più austeramente contemporaneo fino ad oggi." Jack Gottlieb ha commentato: "Il balletto The Dybbuk (1974), tuttavia, segna una sorta di partenza per il compositore poiché la sua preoccupazione per la numerologia si traduce in musica dissonante (a volte 12 toni) molto più dura rispetto a qualsiasi altra sua opera."

## Cast

### Originale
- Patricia McBride
- Tracey Bennett
- Helgi Tomasson
- Bart Cook
- Victor Castelli
- Hermes Conde

#### Primavera 2008 –Celebrazione di Jerome Robbins
- Rachel Rutherford
- Benjamin Millepied

### Recensioni
- NY Times, Clive Barnes, May 17, 1974
- NY Times, Clive Barnes, June 11, 1974
- NY Times, Clive Barnes, December 1, 1974

### Articoli
- NY Times, Clive Barnes, May 26, 1974
- NY Times, Richard F. Shepard, May 9, 1974
- NY Times, Anna Kisselgoff, May 12, 1974
- NY Times, Deborah Jowitt, December 8, 1974